# Hoblik Márton
Hoblik Márton (Igal, 1791. december 1. – Eszék, 1845. május 26.) bölcseleti doktor, megyei főügyész, az MTA levelező tagja, a Katona József előtti drámaírás alakja.

## Élete
Somogy vármegyében született. Tanulmányait Kaposvárott és Pécsett folytatta, majd 1808-tól a pesti egyetemen fejezte be, ahol 1811-ben bölcselet-doktori oklevelet kapott. 1813-ban királyi táblai jegyző, 1815-ben ügyvéd lett. 1816-ban megválasztotta Verőce vármegye második, 1822-ben első aljegyzőjévé, 1823-ban másodtiszti ügyésszé, 1824-ben főügyésszé s 1827-ben Verőce vármegye táblabírójává nevezték ki. A megye bizodalma sok küldöttségben vette igénybe szorgalmát és tolla ügyességét, nevezetesen a Drávaszabályozási Bizottságban ő vezette a jegyzőkönyvet.
A Magyar Tudományos Akadémia 1832. március 9-én választotta levelező tagjai sorába, főképpen a magyar játékszín megalapítása tárgyában írt és dicséretet nyert pályairatának elismeréseként.Meghalt 1845. május 26-án Eszéken. Az Akadémián Toldy Ferenc július 28-án tartott felette gyászbeszédet.

## Irodalmi tevékenysége
Költeményeket írt a Tudományos Gyűjtemény melléklapjába, a Szépliteraturai Ajándékba (1823-30.); cikkei a Tudományos Gyűjteményben (1822. IX. Eszék viszontagságai, H. jegygyel, 1832. II., III. 1833. IX. Verőce vármegye ismerete); a Társalkodóban (1832. 73. sz. Egy tekintet Verőcze folyóirat, 81. sz. Uj fürdő Verőcze vármegyében Volpó mezőváros határában a nassici halmok tövében, 1838. 68. sz. Tudnivalók Verőczéből, 1839. 13., 14. sz. Illokról és az Ujlakyakról, 1840. 16. sz. Adatok Szerémből); a Tudom. Tárban (1834. II. Parasztlakodalmi szokások Verőcze vármegye három és Szerém egy magyar falvában, V. 1839. Parasztlakodalmi szokások Verőcze vármegye felső vidékein); írt még a kassai Szemlélőbe (1836-37. etnográfiai cikkek), a Jelenkorba (1839-43), és a Pesti Hirlapba (1841-43, levelezés). Hübner János nagy földirati Lexikonának (amely Fejér György szerkesztésében 1816-17. Pesten öt kötetben jelent meg) I. kötetét fordította.

## Kiadott művei
- Hoblik Márton versei. Pest, 1814. Online
- Verőcze vármegye ismerete. Pest, 1832.
- Enchiridion legum urbarialium 1832-36. pro comitatibus Verőcze, Szerém et Posega juxta voces indicantes, ordine alphabetica in materias redactarum. Essekini, 1837.
- Libatio (Toast). Quam illustr. dno supr. comiti Josepho Siskovics de Almás et Gödre die 21. Febr. 1842 sub festivo inaugurationali convivio nomine S. S. & O. O. depromsit. Essekini. Online
- Historia domus curialis comitatus de Verőcze a reincorporatione comitatus seu anno 1745 usque in praesens seu diem 14. Sept. 1842. dum lapis fundamentalis novae domus curialis per dnum Josephum Siskovics solenniter figeretur. Quinque-Ecclesiis.
- Az eszéki vagy dráva-szávai csatorna védokai a szerémi vagyis runahávai csatorna álokai ellen. Buda 1843.

Zsoldos Ignácz, Mezei rendőrség (Pápa, 1842 és 1843 ) c. munkáját németre s illírre fordította.
Színművei:
- Kún László, az erdélyi 1818. pályázaton dicséretet nyert színmű; Götz von Berlichingen Go ethe után;
- A valkói amazon, uj eredeti érzékeny játék 4 felv. kötött beszédben, először adatott Budán 1834. szept. 2. (A Magyar Tudományos Akadémia által 1833. nov. 10. dicsérettel említett pályamű. Ism. Honművész 71. sz., kézirata a budapesti nemzeti színházban);
- Rózsavár vigj. 3 felv.;
- A Jugovicsok, szomorújáték 3 felv.

Kéziratai:
- Ciceroból: A kötelességekről
- Cato az öregségről
- Laelius vagy a barátságról
- Közvélemény elleni tárgyak
- A polgármester hivatali kérelemről;
- Jelentés a magyar nyelv miveltetéséről Verőcze vármegyében;
- A héti napok elneveztetése inkább magyar mint tót és költeményei (censurai eredeti kézirat 4-rét 33 lap a Magyar Nemzeti Múzeumban);
- Mikép lehetne a magyar játékszint Budapesten állandóan megalapítani, az akadémiától dicséretet érdemlett pályamű 1837.;
- Szerém vármegye geographiai, topographiai, statisztikai, historiai ismertetése.

A Magyar Tudományos Akadémiához terjedelmes munkákat küldött be:
- A horvát, szerb és magyar nyelvekben találtató hason hangú s értelmű szók lajstroma
- Ritka magyar szók jegyzékei
- Észrevételeket a magyar helyesiráshoz
- Bibliographiai közleményeket stb.

Levele Károlyi Istvánhoz a Tudományos Gyűjtemény kiadójához, Eszék, aug. 24. 1834. (a Magyar Nemzeti Múzeum kézirattárában.)